# Ludwik Mieczkowski
Ludwik Mieczkowski h. Bończa (ur. 28 lipca 1866 w Piotrowie (dawniej Tyszki-Piotrowo), zm. 4 grudnia 1932 w Ostrowi Mazowieckiej) – aptekarz, działacz społeczno-polityczny, członek Narodowej Demokracji, burmistrz Ostrowi Mazowieckiej.
Pochodził z rodziny szlacheckiej herbu Bończa, był synem Franciszka Mieczkowskiego h. Bończa (ur. 1826) dziedzica części wsi Piotrowo (wówczas Tyszki-Piotrowo) i Magdaleny z Trzasków h. Trzaska.

## Życiorys
W Pułtusku kończył gimnazjum, a następnie studium farmacji przy Uniwersytecie Warszawskim. W latach 1894–1899 prowadził własną aptekę w Kurowie, w woj. lubelskim. W 1899 r. powrócił w swoje rodzinne strony, do Ostrowi Mazowieckiej i rozpoczął pracę w aptece Juliana Nowcy seniora, swojego przyszłego teścia. W 1902 r. wybudował kamienicę przy ówczesnej ulicy Warszawskiej, w której otworzył własną aptekę, skład apteczny oraz fabrykę wody mineralnej. Był także właścicielem kamienicy czynszowej oraz kilkuhektarowego gospodarstwa.
Działalność polityczna Mieczkowskiego zaczęła się od działalności w Związku Młodzieży Polskiej „Zet”. W 1895 r. został przyjęty do Ligi Narodowej (LN). Był członkiem Kół Narodowej Demokracji oraz Towarzystwa Oświaty Narodowej. Brał udział w tworzeniu konspiracyjnych kół oświaty w pow. ostrowskim. Należał do współpracowników takich działaczy LN w gub. łomżyńskiej jak Jan Harusewicz, lekarz powiatowy, Jan Dołęga-Zakrzewski, geometra. W 1905 r. wziął udział w organizacji strajku w Miejskiej Szkole Początkowej w Ostrowi Mazowieckiej. Brał też udział w działaniach koła Polskiej Macierzy Szkolnej, a po jej rozwiązaniu przez władze carskie w Kole Miłośników Sceny Polskiej przy Ochotniczej Straży Ogniowej, której był naczelnikiem, a następnie prezesem zarządu. Niezależny materialnie nie żałował prywatnych środków na działalność publiczną, dobroczynną. Przekazywał datki i leki na cele publiczne. Apteka Mieczkowskiego była w gub. łomżyńskiej ważnym punktem konspiracyjnym i kontaktowym dla kurierów i emisariuszy z Warszawy, a także punktem rozdzielczym prasy narodowo-demokratycznej. Głównie dzięki działaniom i zabiegom Mieczkowskiego, które prowadził od 1906, powstało w 1914 r. gimnazjum w Ostrowi. Przyczynił się do powstania w Ostrowi, około 1910 r., Oddziału Banku Handlowego w Warszawie, który dysponował znacznymi kredytami na rozwój ostrowskiego rzemiosła i handlu. Bank zakończył działalność nieszczęśliwie, z dużymi stratami, które w dużej mierze pokrywał z własnej kieszeni Mieczkowski, który był prezesem jego zarządu. Do jego zasług zalicza się również wybudowanie gmachu Straży w 1911 r. oraz Szkoły Początkowej w 1913 r., późniejszej Szkoły Powszechnej im. T. Kościuszki. W 1915 r. został aresztowany przez Niemców jako zakładnik. Uwolniono go po wpłaceniu przez ludność kontrybucji. Działalność Mieczkowskiego nie ograniczyła się do rozbudowy miasta, dbał również o podtrzymywanie ducha patriotycznego. Z jego inicjatywy powstał w Nagoszewie, na polu bitwy, pomnik Powstańców Styczniowych odsłonięty w 1917 r. 11 listopada 1918 r. na czele korpusu strażackiego brał udział w rozbrajaniu Niemców. Wybrano go na tymczasowego burmistrza i pełnił tę funkcję przez miesiąc. 12 czerwca 1920 r. został ponownie wybrany burmistrzem Ostrowi. Pracował na tym stanowisku honorowo do 1928 r. Podczas burmistrzowania Mieczkowskiego w Ostrowi Mazowieckiej wybudowano elektrownię (1923–1924), rozpoczęto komasację gruntów miejskich, którą zakończono w 1931 r., rozbudowano miasto, wzniesiono wiele budynków użyteczności publicznej, a w latach 1925–1927 wybudowano okazały ratusz oraz stworzono estetyczne centrum miasta, pl. ks. Anny Mazowieckiej. Od 1928 r. do końca życia Mieczkowski był radnym miejskim. Rozwijał aktywną działalność w ostrowskich kołach Stronnictwa Narodowego. Przez wiele lat był członkiem Warszawskiego Towarzystwa Farmaceutycznego.
2 maja 1923 r. został odznaczony Krzyżem Kawalerskim Orderu Odrodzenia Polski „za zasługi, położone dla Rzeczypospolitej Polskiej na polu pracy obywatelskiej w czasach niewoli”.
Zmarł w Ostrowi 4 grudnia 1932. Został pochowany na miejscowym cmentarzu, w grobowcu rodzinnym.
Od 2 grudnia 1892 r. był żonaty z Heleną Eugenią z domu Nowca. Mieli troje dzieci: Halinę (ur. 1902), technika farmacji, Janinę (1904–1939), oraz Wiktora Wirgiliusza Mieczkowskiego, który został rozstrzelany w Warszawie przez hitlerowców w lipcu 1944 r. Dnia 5 grudnia 1932 r. Rada Miejska Ostrowi nadała ul. Nurskiej imię Ludwika Mieczkowskiego. Apteka Mieczkowskiego została doszczętnie spalona w 1944 r. przez cofające się oddziały niemieckie.
Starszym bratem Ludwika był ks. Wiktor Mieczkowski, proboszcz w Wyszkowie, autor broszury Bolszewicy na polskiej plebanii, przedstawiającej wizytę przedstawicieli Tymczasowego Komitetu Rewolucyjnego Polskiego – Juliana Marchlewskiego, Feliksa Kona i Feliksa Dzierżyńskiego, która stała się inspiracją dla Stefana Żeromskiego do napisania opowiadania Na probostwie w Wyszkowie oraz do nakręcenia filmu Na plebanii w Wyszkowie Lucyny Smolińskiej i Mieczysława Sroki. Postać ks. Wiktora Mieczkowskiego ciekawie zagrał Jan Peszek. Na plebanii, w czasie inwazji bolszewickiej 1920 r., schroniła się rodzina Lutosławskich z ks. posłem Kazimierzem Lutosławskim na czele. Z inicjatywy ks. Wiktora Mieczkowskiego powstał pomnik na miejscu mogiły obrońców 1920 r. na cmentarzu w Wyszkowie oraz pomnik w Rybienku Leśnym.